# Maladie de Waldenström
 Mise en garde médicale
La maladie de Waldenström (macroglobulinémie de Waldenström, lymphome lymphoplasmocytaire ou immunocytome) est un cancer hématologique caractérisé par des lymphoplasmocytes (stade intermédiaire entre lymphocyte B et plasmocyte) proliférant au niveau de la moelle osseuse et synthétisant une immunoglobuline monoclonale. La maladie de Waldenström est rare puisque l’on recense chaque année trois à cinq nouveaux cas par million d’habitants, soit environ 180 à 300 cas en France. L’âge moyen au moment du diagnostic est de 63 ans. L’origine de cette maladie demeure inconnue. Elle n’est ni contagieuse ni héréditaire, mais une prédisposition génétique familiale semble établie. Les trois quarts des malades sont des hommes.
La maladie a été décrite la première fois par le médecin suédois Jan G. Waldenström (1906-1996) en 1944.

## Tableau clinique
La maladie de Waldenström progresse très lentement et est souvent asymptomatique. On retrouve parfois les signes cliniques suivants :
- asthénie progressive ;
- adénopathies dans 20 à 30 % des cas, fermes, indolores, non adhérentes et le plus souvent cervicales, axillaires ou inguino-crurales ;
- splénomégalie ou hépatosplénomégalie modérée ;
- syndromes hémorragiques cutanés, muqueux voire rétiniens ;
- syndrome d'hyperviscosité ;
- neuropathie périphérique dans 5 à 10 % des cas, symétrique, sensitive.

## Biologie
La numération formule sanguine est souvent normale. On retrouve parfois certaines anomalies non spécifiques :
- anémie arégénérative modérée à sévère, normocytaire ou faussement macrocytaire, hématies en rouleaux ;
- hyperleucocytose modérée (< 15 000) ou neutropénie modérée, monocytose modérée, lymphocytose normale ou augmentation modérée ;
- plaquettes normales ou thrombopénie dans 10 % des cas ;
- allongement du temps de saignement par thrombopathie ;
- vitesse de sédimentation très accélérée (> 70 mm voire 100 mm à la 1re heure) ;
- hyperprotidémie > 80 voire 120 g/L ;
- l’électrophorèse des protéines met en évidence un pic monoclonal bêta ou gamma ;
- l’immunoélectrophorèse met en évidence une IgM monoclonale κ dans 75 % des cas ou λ dans 25 % des cas, avec IgG et IgA normales ou abaissées. C'est par ailleurs ce pic IgM qui donne son nom de "macroglobulinémie", les IgM (souvent pentamériques) étant des globulines de grande taille ;
- calcémie normale ;
- protéinurie de Bence-Jones[1] : chaînes légères libres dans les urines ;
- protéinurie totale faible.

## Myélogramme
Il met en évidence une infiltration lymphoïde polymorphe représentant de 20 à 100 % des cellules médullaires :
- infiltration lympho-plasmocytaire polymorphe de la moelle ;
- fibrose et mastocytose réactionnelle, inconstantes.

## Diagnostic différentiel
- le myélome à IgM (2 % des myélomes : insuffisance rénale, protéinurie, hypercalcémie plus fréquentes, évolution plus rapide) ;
- les rares leucémies lymphoïdes chroniques avec pic d’IgM < 5 g/L ;
- les gammapathies monoclonales bénignes ou « de nature indéterminée » (MGUS monoclonal gammapathy of undetermined signifiance) à IgM : le taux est souvent plus faible, pas d’infiltration médullaire, stabilité sur trois ans ;
- les lymphomes non sécrétant ;
- des IgM monoclonales peuvent être retrouvées lors d’infections, de carcinomes, de maladies auto-immunes, de lymphomes B sécrétant.

## Complications
- Neuropathies périphériques, dont les polyneuropathies démyélinisantes associées aux anticorps IgM anti-MAG[2]
- Atteinte du système nerveux central (syndrome de Bing et Neel)[3],[4]
- Amyloses
- Hyperviscosité très forte
- Hémorragies
- Infections (à la suite d'une chute de globules blancs lymphopénie, neutropénie)
- Cryoglobulinémies de type 1 : syndrome de Raynaud, arthralgie, vascularite
- Syndrome d'anémie hémolytique auto-immune (AHAI) froid
- Syndrome de Willebrand
- Thrombopathie
- Syndrome de Schnitzler : urticaire chronique, ostéocondensation et IgM monoclonale, arthralgies et fièvre

## Traitements
L’évolution spontanée est variable et dans certains cas, la maladie reste stable pendant des années (2 à 10 ans).
1. Dans les formes asymptomatiques avec un taux stable de l’IgM, on propose l’abstention thérapeutique seule avec surveillance.
2. Dans les formes symptomatiques et/ou avec une augmentation des taux de l’IgM, on propose différents types de chimiothérapie, en fonction du stade tumoral :

- Dans les formes lentes, on propose une monochimiothérapie orale continue ;
- Dans les formes sévères rapides et/ou compliquées, on propose une polychimiothérapie ;
- Le sujet âgé est traité par monochimiothérapie ;
- En cas de manifestation auto-immune, on associe la prednisone avec le chlorambucil, le cyclophosphamide et le melphalan ;

1. Traitement symptomatique des complications et notamment de l’anémie ;
2. En cas de syndrome d’hyperviscosité ou de neuropathie, on propose des plasmaphérèses.

## Recherche de biologie moléculaire
Une mutation du gène MyD88 a été mise en évidence chez 90 % des patients.

## Malades notables
Relativement rare, la maladie a cependant emporté plusieurs chefs d’État ou de gouvernement :
- le président français Georges Pompidou (1911-1974), dont les premiers signes de la maladie remontent à 1968 et qui décéda finalement d'une septicémie[6] ;
- le président algérien Houari Boumedienne (1932-1978), mort d'une maladie de Waldenström avec thrombose cérébrale[7].
- le shah d’Iran Mohammad Reza Pahlavi présente les premiers symptômes en 1970, à l'âge de cinquante et un ans, et décède en 1980[8] ;
- le Premier ministre iranien Asadollah Alam (1919-1978), diagnostiqué à la fin des années 1960 ;
- la Première ministre israélienne Golda Meir (1898-1978), dont le cas est plus mystérieux, et dont on pense finalement qu'elle était plutôt atteinte d'un lymphome de faible malignité compliqué à la fin de métastases osseuses et hépatiques[9],[8].
- le comédien français Sady Rebbot meurt de la maladie de Waldenström le 12 octobre 1994 à l'âge de 59 ans.